# Church of Anthrax
Church of Anthrax je společné studiové album Johna Calea a Terry Rileyho. Album vyšlo 10. února 1971 jako druhé a poslední Caleovo album vydané u vydavatelství Columbia Records. Producenty alba byli Cale a John McClure. Album obsahuje celkem pět skladeb, z nichž čtyři jsou instrumentální; krom zpívané písně, kterou napsal sám Cale, jsou autory všech titulů oba hlavní protagonisté. V devadesátých letech dvojice Cale-Riley začala nahrávat druhé společné album, které však nikdy nebylo dokončeno.

## Před vydáním
Riley a Cale se spolu poprvé sešli ve studiu na přelomu května a června 1969 a to v New Yorku. Nahráli zde celkem tři skladby „The Protégé“, „The Soul of Patrick Lee“ a „October Procession“. Ani jedna z těchto verzí na albu nevyšla, ale první dvě byly později nahrány znovu a tyto verze tam vyšly. Ve skladbě „The Soul of Patrick Lee“ zpívá Adam Miller, zbylé jsou instrumentální. Podruhé se oba sešli až v lednu 1970, kdy nahráli další verzi skladby „The Soul of Patrick Lee“. Vokální party opět nazpíval Miller. Další skladby, konkrétně „The Hall of Mirrors in the Palace at Versailles“, „Ides of March“, „The Protégé“ a „Church of Anthrax“, byly nahrány někdy v roce 1970, studio ani datum nahrání však není známo.

## Vydání
Album bylo doplněno o krátký text Johna Calea nazvaný Caricature. V červnu 2008 vyšlo album v reedici na CD u vydavatelství Wounded Bird Records. V lednu 2013 vyšlo v USA album v reedici u vydavatelství Culture Factory v limitované edici. Další reedice následovala na CD v červnu 2014, kdy jej vydala společnost Esoteric Recordings.

## Skladby
Většina skladeb vzešla z improvizovaných hraní. Album otevírá devítiminutová skladba „Church of Anthrax“. Je založená na varhanech, base a opakovaném rytmickém tématu. Ve druhé skladbě, osmiminutové „The Hall of Mirrors in the Palace at Versailles“, hraje Riley na saxofon a Cale jej doprovází na klavír. Druhou stranu původní gramofonové desky otevírá bezmála tříminutová píseň „The Soul of Patrick Lee“, v níž zpívá Caleův přítel Adam Miller. V jedenáctiminutové „Ides of March“ hrají Cale s Rileyem oba na klavíry. Název skladby „Ides of March“ odkazuje k Březnovým idám (anglicky Ides of March), dni z římského kalendáře. Jde údajně o jedinou skladbu z celé desky, s níž byl Riley spokojen.

## Odezva
Zpěvák a kytarista Colin Newman, člen skupiny Wire, označil skladbu „The Hall of Mirrors in the Palace at Versailles“ za krásnou instrumentální píseň a celé album za jedno ze svých nejoblíbenějších. Publicista W. H. Fuller III album ve své recenzi pro časopis Rolling Stone označil za nahrávku, která posluchače upoutá od začátku do konce, a zároveň prohlásil, že album je „dílem dvou hudebních mesiášů.“

## Seznam skladeb
Autory všech skladeb jsou John Cale a Terry Riley, mimo skladby „The Soul of Patrick Lee“, kterou napsal sám Cale. Skladba „The Soul of Patrick Lee“ je rovněž jedinou zpívanou písní z alba, ostatní jsou instrumentální.
| Strana 1 (LP) | Strana 1 (LP)                                   | Strana 1 (LP) |
| Pořadí        | Název                                           | Délka         |
| ------------- | ----------------------------------------------- | ------------- |
| 1.            | Church of Anthrax                               | 9:05          |
| 2.            | The Hall of Mirrors in the Palace at Versailles | 7:59          |

| Strana 2 (LP)  | Strana 2 (LP)           | Strana 2 (LP) |
| Pořadí         | Název                   | Délka         |
| -------------- | ----------------------- | ------------- |
| 1.             | The Soul of Patrick Lee | 2:49          |
| 2.             | Ides of March           | 11:03         |
| 3.             | The Protege             | 2:52          |
| Celková délka: | Celková délka:          | 33:48         |

## Obsazení
Hudebníci
- John Cale – klávesy, baskytara, cembalo, klavír, kytara, viola, varhany
- Terry Riley – klavír, varhany, sopránsaxofon
- Adam Miller – zpěv v „The Soul of Patrick Lee“
- Bobby Colomby – bicí
- Bobby Gregg – bicí

Technická podpora
- John Cale – produkce
- John McClure – produkce
- Don Meehan – nahrávací technik
- Don Hunstein – fotografie
- Kim Whitesides – obal
- Richard Mantel – design
- John Berg – design